# Чёрновщина
Чёрновщина (бел. Чорнаўшчына) — деревня в Юровичском сельсовете Калинковичского района Гомельской области Белоруссии.

## География

### Расположение
В 34 км на юго-восток от районного центра и железнодорожной станции Калинковичи (на линии Гомель — Лунинец), 155 км от Гомеля.

### Гидрография
На востоке мелиоративный канал.

## Транспортная сеть
Транспортные связи по просёлочной, затем автомобильной дороге Гомель — Лунинец. Планировка состоит из прямолинейной улицы, близкой к меридиональной ориентации и застроенной двусторонне, деревянными крестьянскими усадьбами.

## История
По письменным источникам известна с XIX века как деревня в Юровичской волости Речицкого уезда. В 1879 году обозначена как селение в Юровичском церковном приходе.
В 1930 году организован колхоз «Красная звезда», работали конная круподёрка, кузница, шерсточесальня, начальная школа (в 1935 году 36 учеников). Во время Великой Отечественной войны в июне 1942 года каратели полностью сожгли деревню и убили 11 жителей. 42 жителя погибли на фронте. Согласно перапіпсу 1959 года в составе колхоза «50 лет БССР» (центр — деревня Берёзовка), располагались фельдшерско-акушерский пункт.
До 28 ноября 2013 года входила в Берёзовский сельсовет. После упразднения сельсовета присоединена к Юровичскому сельсовету.

## Население
- 1908 год — 26 дворов, 215 жителей.
- 1940 год — 62 двора, 205 жителей.
- 1959 год — 225 жителей (согласно переписи).
- 2004 год — 25 хозяйств, 61 житель.